# یواس‌اس فالمر (ای‌ام‌اس-۴۷)
یواس‌اس فالمر (ای‌ام‌اس-۴۷) (به انگلیسی: USS Fulmar (AMS-47)) یک کشتی بود که طول آن ۱۳۶ فوت (۴۱ متر) بود. این کشتی در سال ۱۹۴۳ ساخته شد.